# Eldorado Springs
Eldorado Springs és una concentració de població designada pel cens dels Estats Units a l'estat de Colorado. Segons el cens del 2000 tenia 557 habitants.

## Demografia
Segons el cens del 2000, Eldorado Springs tenia 557 habitants, 275 habitatges, i 133 famílies. La densitat de població era de 89,6 habitants per km².
Dels 275 habitatges en un 20% hi vivien nens de menys de 18 anys, en un 39,3% hi vivien parelles casades, en un 5,5% dones solteres, i en un 51,6% no eren unitats familiars. En el 38,5% dels habitatges hi vivien persones soles el 2,9% de les quals corresponia a persones de 65 anys o més que vivien soles. El nombre mitjà de persones vivint en cada habitatge era de 2,03 i el nombre mitjà de persones que vivien en cada família era de 2,74.
Per edats la població es repartia de la següent manera: un 17,2% tenia menys de 18 anys, un 5,6% entre 18 i 24, un 35,5% entre 25 i 44, un 33,8% de 45 a 60 i un 7,9% 65 anys o més.
L'edat mediana era de 42 anys. Per cada 100 dones de 18 o més anys hi havia 110,5 homes.
La renda mediana per habitatge era de 48.875 $ i la renda mediana per família de 96.823 $. Els homes tenien una renda mediana de 61.625 $ mentre que les dones 26.750 $. La renda per capita de la població era de 42.908 $. Entorn del 15,4% de les famílies i l'11,9% de la població estaven per davall del llindar de pobresa.

## Poblacions més properes
El següent diagrama mostra les poblacions més properes.